# Programa de reciclaje en Japón

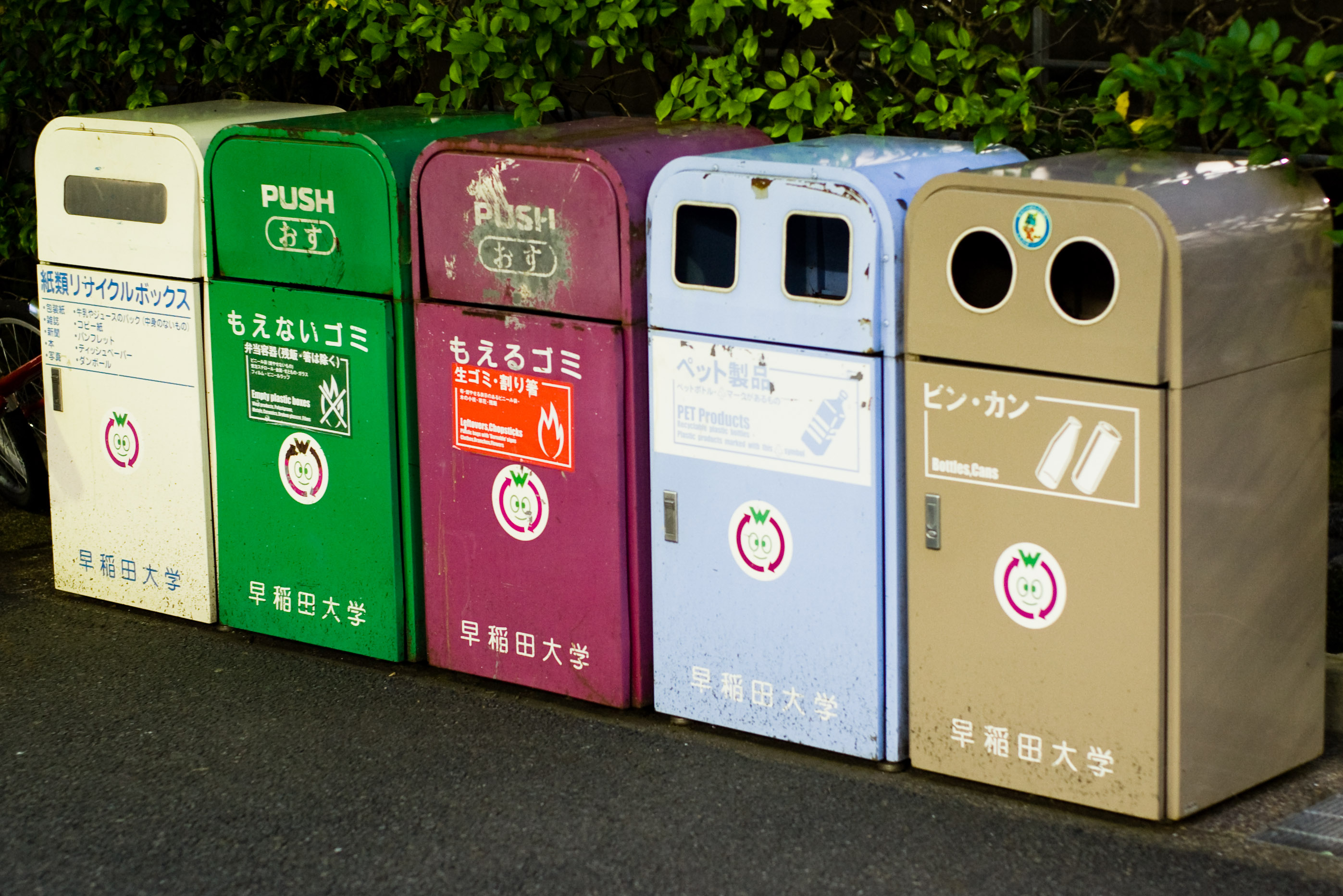
Contenedores de reciclaje en Japón

 ' El Reciclaje en Japón ' (リサイクル Risaikuru?) se basa en la ley de reciclado de envases y embalajes de plástico, papel, botellas PET, aluminio y cristal donde se recogen y reciclan.

## Ley reciclado de envase y embalaje
También llamado  ley de la promoción de recolección y reciclaje de envases y embalajes , ha sido implementada en abril de 1997 por el Ministerio del medio ambiente (Japón) para reducir los residuos de envases de vidrio, botellas de PET y cartones de papel y desde abril de 2000 se han incluido paquetes distintos de botellas de PET y otros envases de plástico. según la ley, el reciclaje se lleva a cabo por la  Asociación Japonesa de reciclaje de Recipientes y paquetes (JCPRA)  (財団法人日本容器包装リサイクル協会 Zaidan-hōjin Nihon-Yoki-Gyokuon-risaikuru-kyōkai?), una organización designada por el gobierno el 25 de septiembre de 1996.
- Los consumidores están obligados a seguir la clasificación de las pautas establecidas por los municipios.
- Los residuos ordenados luego son recogidos por los municipios y almacenados para el cobro por la empresa recicladora.
- Fabricantes y entidades empresariales que utilizan contenedores y paquetes deben pagar  reciclaje  a la JCPRA, según el volumen que fabrican o venden.
- Cada año las empresas de reciclaje son seleccionadas por una licitación pública en cada localidad donde se encuentra un sitio de almacenamiento de residuos. Donde se les asigna para recoger y transportar los residuos procedentes de los sitios de almacenamiento a las instalaciones de reciclaje. Para asegurarse de que se reciclan los residuos, reciclaje de entidades empresariales reciben pago sólo después de mostrar un informe de entrega, firmado por el destinatario de los productos reciclados.

El reciclaje de latas no está regulado por la ley, pero en 2006 cerca del 99% de los municipios estas fueron recogidas y recicladas. «Japón mantiene la tasa del mundo más alta en acero que puede reciclar: 88.1% en 2006». japanfs.org. 9 de noviembre de 2007. Consultado el 17 de noviembre de 2008. </ref> en 1973 el Japón puede reciclar acero   (スチール缶リサイクル協会 Suchiiru-kan Risaikuru kyōkai?), para promover el reciclaje de latas de acero, se había establecido. Según sus estadísticas de 88.1% de acero latas han sido reciclados en 2006, manteniendo más alto nivel. del mundo

## Otras leyes reciclaje
- Ley de reciclaje aparato  (特定家庭用機器再商品化法  Tokutei Kateiyō Kiki Saishyōhinka Hō?) - promulgada junio de 1998, forzadas a abril de 2001.(Aire acondicionado, televisor s, refrigerador s y lavadoras).
- La ley de materiales de construcción   (建設工事に係る資材の再資源化等に関する法律  Kensetsu Kōji ni kakaru Shizai no Saishigenka tō ni kansuru Hōritsu?) - promulgada en mayo de 2000 (Concreto, asfalto / hormigón, madera materiales de construcción)
- Ley de reciclaje de alimentación  (食品循環資源の再生利用等の促進に関する法律  SHOKUHIN Junkan Shigen no tō Saisei Riyō no Sokushin ni kansuru Hōritsu?)
- ley de reciclaje de fin de vida del vehículo  (使用済自動車の再資源化等に関する法律  Shiyōzumi Jidōsha no Saishigenka tō ni kansuru Hōritsu?)
- Ley para la promoción de la utilización eficaz de recursos  - promulgada mayo de 2000, forzadas abril de 2001

## Planes de reciclaje
25 de marzo de 2008 el gobierno japonés aprobó un plan que se dirige a reducir la pérdida total de unos 52 millones de toneladas en 2007 a cerca de 50 millones toneladas en 2012 y así aumentar la tasa de reciclaje residuos de 20 a 25%.

### Iniciativa 3R
Esta iniciativa del G8, propuso por primera vez en la Cumbre del G8 en junio de 2004, pretende R educir, R eusar y R eciclar residuos. en el medio ambiente como se planeó en la reunión del G8 en Kobe el 24-26 de mayo de 2008.
Tiene la intención de evitar desperdiciar recursos , para establecer una sociedad de reciclado de material internacional y adelantar las 3Rs a la capacidad en los países. según este plan, Japón anunció también una  nuevo Plan hacia cero residuos en la Sociedad Global, donde pretende establecer sociedades de reciclado total de material internacionalmente.